# Памятник Лермонтову (Пятигорск)
Памятник Лермонтову — скульптурное изображение поэта Михаила Юрьевича Лермонтова в центре Пятигорска. Памятник был открыт 16 (28) августа 1889 года. Авторы монумента — скульптор А. М. Опекушин, архитектор Н. А. Дорошенко. Памятник имеет статус объекта культурного наследия федерального значения. Является самым первым памятником поэту в России и одной из главных достопримечательностей Пятигорска.

## История
Михаил Юрьевич Лермонтов бывал в Пятигорске неоднократно. В 1837 году его сослали на Кавказ за стихотворение «Смерть поэта». В последний раз он оказался в этом городе весной 1841 года. Здесь в середине июля состоялась его дуэль с Н. С. Мартыновым.
Идея установить памятник поэту в Пятигорске возникла в 1870 году. Она принадлежала одному из первых лермонтоведов поручику П. К. Мартьянову и главному арендатору Кавказских Минеральных Вод А. М. Байкову. С 1 июня 1871 года началось пятитомное «Дело о постановке памятника поэту М. Ю. Лермонтову в Пятигорске», охватывающее период с 1871 по 1889 год, которое сохранилось.
В июле 1871 года император Александр II дал разрешение провести повсеместную подписку на сооружение памятника М. Ю. Лермонтову в городе Пятигорске. Вскоре первые взносы поступили в сумме 2 рубля от двух неизвестных крестьян Тамбовской губернии; к сожалению, их фамилии в «Деле…» не указаны. Деньги передавались на хранение и для увеличения процентами в Пятигорский городской общественный банк.

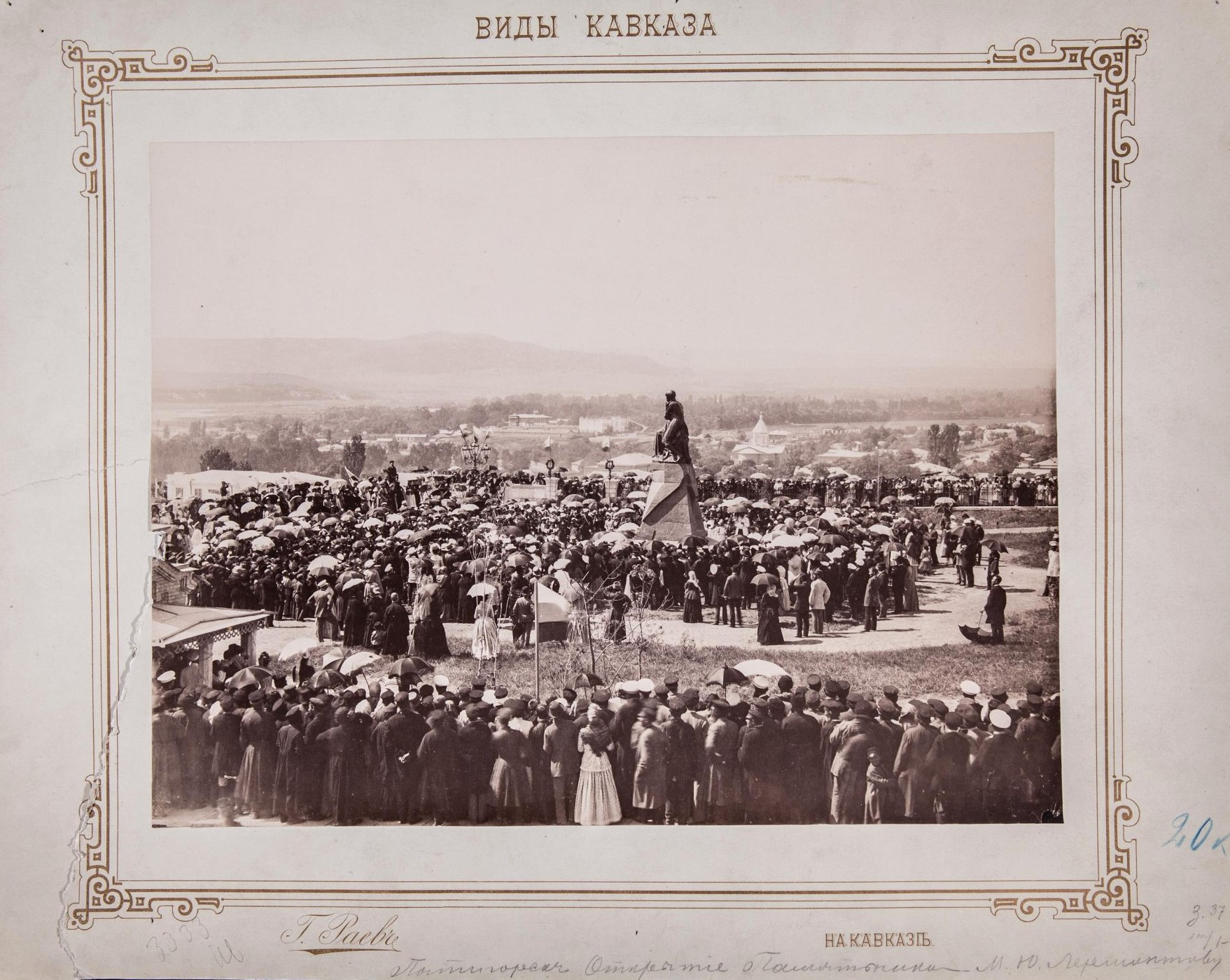
Открытие памятника М. Ю. Лермонтову. Вид со Спасского собора. 16 августа 1889 г., фото Г. И. Раева

На эти цели направляли сборы с Лермонтовских чтений, концертов, лотерей. Связанную с этим организационную работу проводил специальный комитет, созданный 30 сентября 1875 года во Владикавказе во главе с начальником Терской области. Активное участие в конце 1870-х годов в сборе денег принял пятигорский комендант полковник А. Водарский: при выдаче приехавшим на лечение офицерам квартирных денег (а их после русско-турецкой войны 1877-1878гг было немало) он каждому предлагал всю медную мелочь передавать на памятник поэту. По Кубанской области сбор средств был возложен в 1878 году на уже тогда известного историка, кавказовед и кубановеда Фелицына Е. Д.; собранные средства Фелицын направлял в этот специальный комитет. Всего за 17 лет удалось собрать около 55 тысяч рублей.
К концу 1881 года, когда Комитет стал располагать 25 тысячами рублей пожертвований, появилась возможность перейти к следующему этапу — составлению проекта памятника. Чуть ранее для постановки памятника выбрали место: ранее там стояла пятигорская гауптвахта, на которой содержался Н. С. Мартынов после дуэли с Лермонтовым. В 1881 году был объявлен конкурс на лучший проект памятника. Выработанная Комиссией программа была напечатана отдельными листами, а также опубликована в нескольких газетах и журналах. Позже Комиссия утвердила состав жюри конкурса. В него вошли художники Ф. И. Иордан, К. Е. Маковский, М. А. Зичи, М. П. Боткин, скульпторы Н. И. Лаверецкий, П. П. Забелло, М. А. Чижов, а также архитекторы И. С. Богомолов, Е. А. Сабанеев, И. И. Шапошников, плюс писатели А. И. Сомов, А. М. Матушинский, Я. П. Полонский. Первый тур не выявил явного победителя. На второй тур конкурса к апрелю 1883 года поступило 52 эскиза и 15 моделей. 7 апреля 1883 года жюри постановило выдать Первую премию преподавателю рисования Тамбовского реального училища Ивану Петровичу Фрейману.
Но финального результата ни первый, ни второй туры конкурса, на которые поступило в общей сложности более 120 предложений, не дали.
12 апреля 1883 года Комиссия решила назначить третий тур, но на новых условиях: проекты представлять только в виде скульптурных эскизов (размером не менее одного аршина) и ориентировочной стоимостью самого памятника не более 25000 рублей, а за проект-победитель назначили премию в 1000 рублей.
Срок конкурса заканчивался 15 октября 1883 года. Проекты рассматривались в помещении Общества поощрения художеств на Большой Морской улице в Санкт-Петербурге, где они оставались для осмотра и оценки две недели. На третий тур было представлено 15 проектов. Победил академик А. М. Опекушин (сын крепостного Ярославской губернии), уже известный к тому времени как автор памятника А. С. Пушкину в Москве.
10 (22) июня 1885 года заключен договор между А. М. Опекушиным с уполномоченным Комитета по сооружению памятников А. М. Байковым о сооружении в Пятигорске памятника М. Ю. Лермонтову. Бронзовую скульптуру отлили в Санкт-Петербурге на заводе А.Морана.

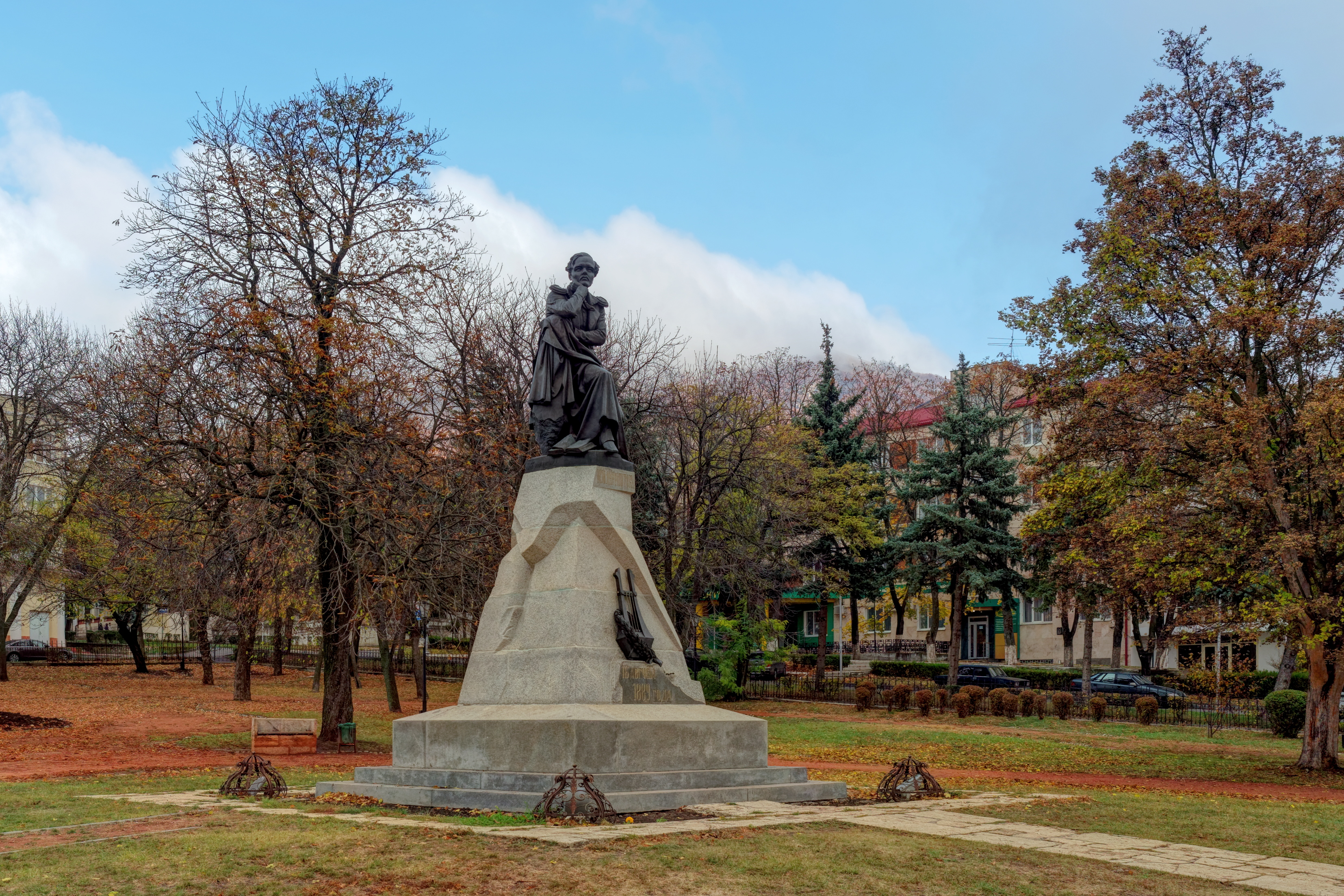
Памятник М. Ю. Лермонтову. 2018 г.

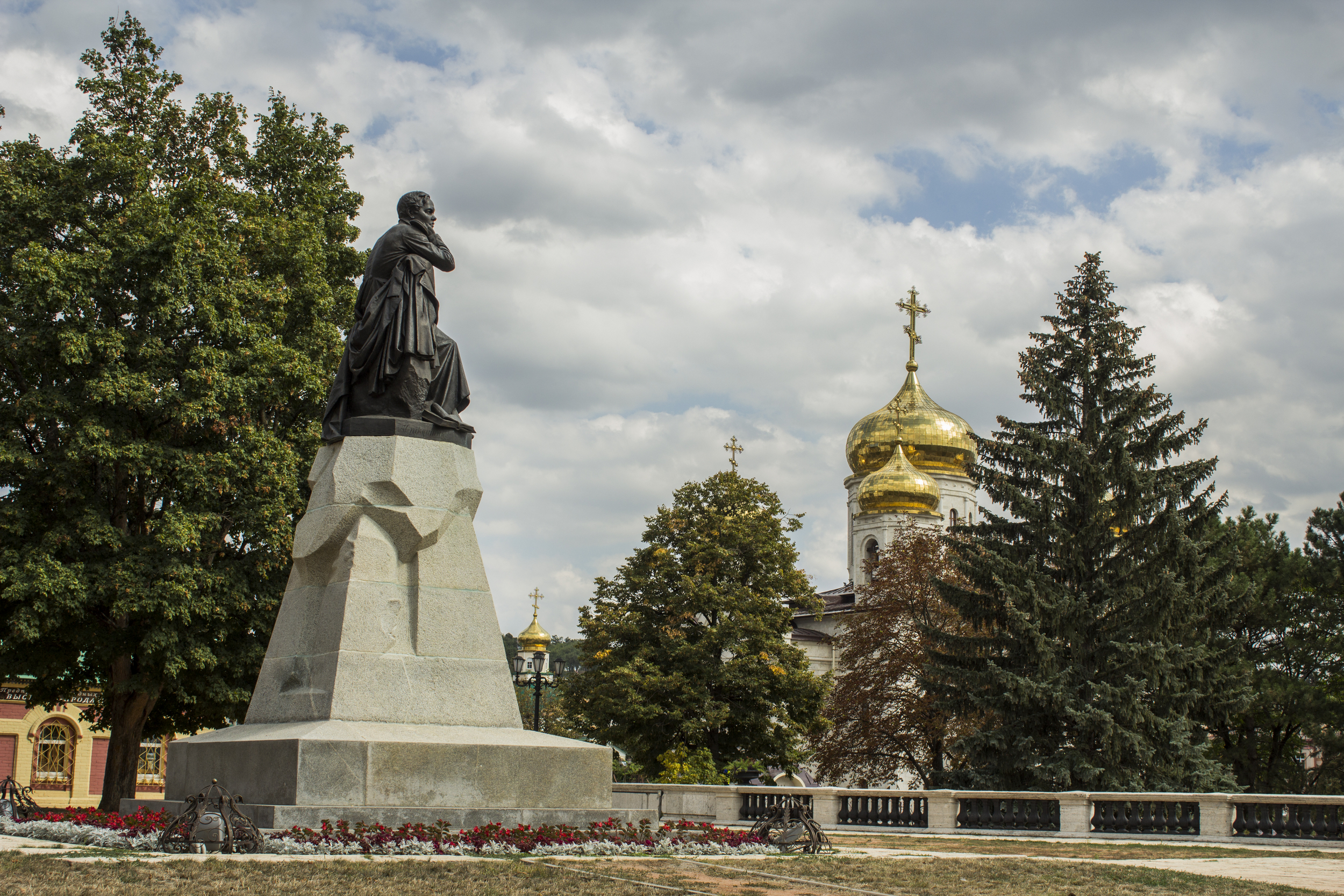
Памятник М. Ю. Лермонтову в Пятигорске

Архитектурной разработкой места для памятника занялся в 1886 году по просьбе А. М. Байкова архитектор Н. А. Дорошенко. Гранитный пьедестал поручили прапорщику С. А. Тонетти (итальянцу по рождению), а гранитные плиты привезли из Крыма. Установку памятника на пьедестал контролировал сам Опекушин. Высота всего памятника получилась 5,65 м.
Торжественное открытие памятника состоялось 16 августа 1889 года. Утром на колокольне Спасского собора ударили в колокол, и по этому сигналу замаршировали войска, гимназисты мужской прогимназии, пошли люди в чуйках и сюртуках. Также прибыли в Пятигорск офицеры-ветераны Кавказской войны.
В сам сквер пускали только по специальным пригласительным билетам, роздано их было около 1500 штук. Торжественную речь с историей постройки памятника произнёс наказной атаман Терского казачьего войска генерал А. М. Смекалов. В 12 часов дня сняли наконец покров с памятника под несмолкаемые крики ура!. Оркестр Тенгинского полка заиграл гимн России, а затем исполнил «Марш Лермонтова», сочиненный В. И. Саулем.
В торжественной церемонии принимал участие поэт Коста Хетагуров. К подножию памятника народ нёс цветы и венки. Делегация от Тенгинского пехотного полка возложила венок из серебряных листьев. Пятигорские фотографы А. К. Энгель и Г. И. Раев (1863—1957) запечатлели это событие с высоты Спасского собора, а вечером их снимки уже можно было купить в сквере у памятника.
Вокруг памятника разбили зелёный сквер, который получил название Лермонтовского. В дни рождения поэта здесь проходят поэтические праздники.
В апреле 1946 года была открыта каменная лестница к памятнику со стороны Октябрьской улицы по проекту художника-архитектора Г. К. Писаренко.
По многим оценкам, памятник М. Ю. Лермонтову в Пятигорске не только относится к числу лучших работ А. М. Опекушина, но и является лучшим памятником Лермонтову в России.

## Описание
Бронзовая скульптура поэта установлена на гранитном пьедестале, напоминающем своими формами скалу. За спиной поэта — Машук, у подножья которого завершился земной путь Лермонтова. А перед взором поэта — Кавказский хребет и Эльбрус. Лермонтов изображён в минуты вдохновения. У его ног — раскрытая книга, а на передней части пьедестала — бронзовый венок, лира и перо. В верхней части пьедестала надпись «М. Ю. Лермонтову», а в нижней — «16 августа 1889 года».

## Лермонтов о Пятигорске
На запад пятиглавый Бештау синеет, как «последняя туча рассеянной бури»; на север подымается Машук, как мохнатая персидская шапка, и закрывает всю эту часть небосклона; на восток смотреть веселее: внизу передо мною пестреет чистенький, новенький городок, шумят целебные ключи, шумит разноязычная толпа, – а там, дальше, амфитеатром громоздятся горы всё синее и туманнее, а на краю горизонта тянется серебряная цепь снеговых вершин, начинаясь Казбеком и оканчиваясь двуглавым Эльбрусом… («Княжна Мэри»)